# Tegecoelotes ignotus
Tegecoelotes ignotus là một loài nhện trong họ Amaurobiidae.
Loài này thuộc chi Tegecoelotes. Tegecoelotes ignotus được Friedrich Wilhelm Bösenberg & Embrik Strand miêu tả năm 1906.